# Paidología
La paidología (del griego παιδίον [paidíon], «niño»; y -λογία [-logía], «tratado, estudio, ciencia») es la ciencia que estudia al ser humano en su estado de desarrollo infantil y juvenil, o dicho de otro modo, que centra su objeto de estudio en el niño y el adolescente. No se identifica con la pedagogía, por cuanto ésta se centra en el estudio de los procesos de enseñanza-aprendizaje. Tampoco se identifica con la psicología del desarrollo, ya que abarca otros aspectos de la infancia más allá de la psicología infantil, ni con la pediatría, pues no se limita a los aspectos de salud. 
Aunque podemos encontrar tratados relacionados con la infancia desde los autores grecorromanos clásicos, sin embargo no es hasta 1896 cuando el estadounidense Oscar Chrisman acuña el término Paidología para dar nombre a una ciencia que tenga por objeto los fenómenos de la vida infantil en su totalidad, y no sólo los relacionados con la acción de educar.
Muchos consideran que el nacimiento de esta ciencia tiene como antecedente moderno a Jean-Jacques Rousseau (1712-1778). Después de su "fundación", otro de los autores que más contribuyó al desarrollo de la misma desde el punto de vista psicológico y socio-histórico fue el ruso Lev Vygotski (1896-1934).
La primera universidad de los EE. UU. en ofrecer un graduado en Paidología fue la Universidad de Bowie, en Maryland. Aun así, en muchas universidades norteamericanas los estudios paidológicos se clasifican bajo la etiqueta "desarrollo infantil".

## Historia

### Antecedentes
En la mayoría de las culturas que han legado documentos escritos podemos encontrar referencias a la infancia, relacionadas casi siempre con el proceso de crianza y educación, debido a la importancia que estas acciones tienen en la comunidad en lo que se refiere a la inculturación. En la Grecia clásica se acuñó el término de Paideia (en griego παιδεία, "educación" o "formación", y de παις, país, "niño") para referirse al proceso de crianza de los niños, entendida como la transmisión de valores y saberes técnicos inherentes a la sociedad.
De ahí fueron derivando a lo largo de la historia diversos tratados sobre el modo en que se debe educar a los jóvenes, y se iría conformando un corpus que daría lugar a la Pedagogía (del griego παιδίον paidíon, "niño", y ἀγωγός agōgós "guía" o "conductor") como  disciplina que tiene como objeto de estudio la educación.
En 1762, el ilustrado francés Rousseau publica un libro, Emilio, o De la educación, en el que aborda temas políticos y filosóficos desde una perspectiva dicotómica en la que enfrenta al individuo con la sociedad, haciendo especial hincapié en los aspectos relacionados con la educación. En este libro, introduce la idea de que el hombre nace con una bondad innata, y que es la sociedad, corrupta per se, la que lo degrada. El libro es considerado por algunos autores como el primer tratado sobre filosofía de la educación del mundo occidental, pero la idea que introduce de la niñez como un estadio de "inocencia" en contraste con la etapa adulta, hará que el concepto de "infancia" vaya adquiriendo una entidad propia, más allá de su concepción como una mera etapa de carencia que adquiere su plenitud con la maduración.

### Desarrollo
Antes de que el profesor estadounidense de la Universidad de Ohio Oscar Chrisman divulgara el término, encontramos otros textos que tienen un enfoque claramente paidológico, como el libro Ueber die Entwickelung der Seelenfahigkeiten bei Kindern del alemán Tiedemann (1787) o Entwickelungsgeschichte der Seele des Kindes del austriaco J. E. Löbisch (1851).
Sin embargo, será Chrisman quien conciba la necesidad de desarrollar una ciencia propiamente dicha que gire en torno al niño. Así, en 1896 usa la palabra paidologie para acotar el tema de su tesis doctoral. Dos décadas después, en 1920 publica un libro titulado The Historical Child. Paidology; The Science of the Child. Según expone en el prefacio, el término "paidology" había aparecido escrito por primera vez en una artículo titulado «The Hearing of Children» publicado en 1893, y en 1894 había visto la luz el primer artículo centrado en delimitar el objeto de esta ciencia. Sus esfuerzos tratarán de ir más allá. "En su opinión, los nuevos estudios y conceptos sobre la infancia sugieren la conveniencia y necesidad de una ciencia holística, totalizadora y al tiempo específica y con identidad para el estudio científico de todo aquello que se relaciona con la infancia."

«La ciencia del niño, tiene por misión reunir todo lo concerniente a la naturaleza y desenvolvimiento del niño –donde quiera que este material se encuentre– y organizarlo en un todo sistemático. Su único propósito es el estudio del niño en todas las direcciones, a fin de llegar al conocimiento íntimo de su naturaleza.» (Oscar Chrisman)

A partir de entonces, se desarrolla en el mundo académico un movimiento que va acompañado de una rápida eclosión de publicaciones, seminarios, cátedras, etc., que confieren a la nueva ciencia una madurez notable en menos de dos décadas.
En Europa, autores como Alfred Binet, Édouard Claparède y Ovide Decroly hacen eco del movimiento paidológico. En el año 1910 se hacen preparativos para la celebración del I Congreso Internacional de Paidología en Bruselas, y en 1915 tendrá lugar el II Congreso Internacional de Paidología en Madrid, impulsado por la Institución Libre de Enseñanza.
Sin embargo, las diferencias iniciales entre los diversos autores europeos, unidas al surgimiento o consolidación de ciencias afines como la Pedagogía Experimental y la Psicología del Niño y de la Educación y, sobre todo, la irrupción de la Primera Guerra Mundial hacen que la identidad de esta ciencia no acabe de cuajar del todo en Europa occidental, quedando los diversos aspectos que debe tratar diseminados entre otras ciencias como la Pedagogía, la Psicología o la Pediatría. No obstante, en Rusia la estela de la Paidología seguirá hasta entrada la década de 1930. Uno de sus defensores más notables será Lev Vygotski, pero el choque de sus ideas con la "doctrina oficial" de la Unión Soviética unido a su muerte prematura a causa de tuberculosis hará difícil una continuidad sólida de la disciplina.

«[Vygotski] no evitó que bajo el totalitarismo soviético sus ideas paidológicas y pedagógicas (...) fueran prohibidas en las escuelas. A pesar de que el pensamiento vygotshyano encontró numerosas trabas oficiales en la Unión Soviética, el rastro de su legado teórico puede encontrarse en la obra de un buen número de colaboradores, discípulos y continuadores. Muchos de ellos se reunieron en torno a la así llamada "escuela de Járkov" de Ucrania en la década de los treinta.»

Para cuando el francés Jean Piaget desarrolle su psicología genética (que parte de la premisa de que el pensamiento infantil es distinto del adulto), el movimiento paidológico había perdido presencia en el ámbito europeo, por lo que las cuestiones concernientes al estudio del niño serán absorbidas por la propuesta piagetana, que tendrá una fuerte impronta en la pedagogía contemporánea, hasta el punto de inspirar numerosas reformas educativas contemporáneas en muchos países, entre ellos España. De esta manera, se produce una psicologización de los estudios científicos sobre la infancia que hará que el proyecto de Chrisman de una ciencia holística sobre la infancia quede diluida.
Actualmente, la Paidología como ciencia unitaria está prácticamente ausente del ámbito académico.

### En castellano
- José María Hernández Díaz (2005). «Los manuales de Paidología en España», en Jean Louis Guereria; Gabriela Ossenbach y María del Mar de Pozo: Manuales escolares en España, Portugal y América Latina (siglos XIX y XX). Madrid: UNED, pp. 179-193.
- José María Hernández Díaz (1996). «La Paidología en España a principios del siglo xx. Emergencia de una disciplina», en IX Coloquio de Historia de la Educación. El currículo: historia de una mediación social y cultural, vol. I. Granada: Osuna-Sociedad Española de Historia de la Educación, pp. 79-88.
- Rosa Cardi y Helio Carpintero (1989). «La Paidología de Domingo Barnés», Boletín de la Institución Libre de Enseñanza, II época, 7 (abril de 1989), pp. 3-28.
- Agustín Escolano (dir.) (1985). Diccionario de Ciencias de la Educación. Historia de la Educación, II. Madrid, Anaya, pp. 274-275.
- Víctor García Hoz (dir.) (1970). Diccionario de Pedagogía. Barcelona, Labor.
- Barnés García, Domingo (1932). Paidología. Ed. de 2008: Madrid, Biblioteca Nueva. Ministerio de Educación, Política Social y Deporte. ISBN 978-84-9742-833-0

### En inglés
- Depaepe, Marc (1992). «Experimental Research in Education 1890-1940: historical processes behind the development of a discipline in western Europe and the United States», en Aspects of Education, Journal of the Institute of Education, University of Hull, 42, pp. 67–93.
- Depaepe, Marc (1987). «The international organization of Paidology before World War», International Standing Conference for the History of Education (ISCHE): Conference papers for the 9th session of the ISCHE Pecs, vol. I, pp. 128-138.
- Depaepe, Marc (1985). «Science, Technology and Paedology. The concept of science at the Faculté International de Paedologie in Brussels (1912-1914)», Scientia Paedagogica Experimentalis 22, pp. 14-27.
- Oscar Chrisman (1920). Paidology; The Science Of The Child: The Historical Child. Edición de 2011: Nabu Press. ISBN 978-1173725570